# Anthurium suramaense
Anthurium suramaense är en kallaväxtart som beskrevs av Thomas Bernard Croat. Anthurium suramaense ingår i släktet Anthurium och familjen kallaväxter. Inga underarter finns listade.